# Trúc Điền

Vị trí tại Bình Đông

Trúc Điền (tiếng Trung: 竹田鄉; bính âm: Zhútián Xiāng) là một hương (xã) của huyện Bình Đông, tỉnh Đài Loan, Trung Hoa Dân Quốc (Đài Loan). Hương nằm trên đồng bằng Bình Đông và có các sông Đông Cảng và Ải Liêu chảy qua. Nền kinh tế của Trúc Điền dựa trên nông nghiệp. Tổng diện tích hương là 29,0732 km², dân số vào tháng 8 năm 2011 là 18.236 người thuộc 5.586 hộ gia đình, mật độ cư trú đạt 627,2 người/km².